# Yakutat
Yakutat (en anglais : Yakutat City and Borough) est une ville et un borough de l'État d'Alaska, aux États-Unis.
Yakutat est située sur la côte sud de la baie Yakutat.

## Géographie

### Démographie
| 1880 | 1890 | 1900 | 1910 | 1920 | 1930 | 1940 | 1950 |
| ---- | ---- | ---- | ---- | ---- | ---- | ---- | ---- |
| 300  | 308  | 247  | 271  | 165  | 265  | 292  | 298  |

| 1960 | 1970 | 1980 | 1990 | 2000 | 2010 | - | - |
| ---- | ---- | ---- | ---- | ---- | ---- | - | - |
| 230  | 190  | 449  | 534  | 680  | 662  | - | - |

### Climat
| Mois                                  | jan.     | fév.     | mars     | avril    | mai      | juin    | jui.    | août    | sep.    | oct.     | nov.     | déc.     | année    |
| ------------------------------------- | -------- | -------- | -------- | -------- | -------- | ------- | ------- | ------- | ------- | -------- | -------- | -------- | -------- |
| Température minimale moyenne (°C)     | −5,3     | −4,7     | −4,6     | −0,9     | 3,1      | 7,2     | 9,6     | 8,6     | 5,5     | 1,6      | −2,6     | −3,8     | 1,1      |
| Température moyenne (°C)              | −1,9     | −0,8     | −0,1     | 3,7      | 7,6      | 11,1    | 13      | 12,6    | 9,7     | 5,5      | 0,9      | −0,6     | 5,1      |
| Température maximale moyenne (°C)     | 1,6      | 3,2      | 4,4      | 8,3      | 12,1     | 14,9    | 16,4    | 16,6    | 13,8    | 9,4      | 4,5      | 2,4      | 8,9      |
| Record de froid (°C) date du record   | −30 1952 | −29 1989 | −29 1972 | −16 1948 | −13 1945 | −2 1971 | 2 1968  | −2 1974 | −9 1940 | −14 1966 | −23 1948 | −31 1964 | −31 1964 |
| Record de chaleur (°C) date du record | 14 1930  | 13 1945  | 16 2019  | 22 1995  | 27 1942  | 31 1995 | 29 2009 | 31 2004 | 25 1957 | 19 2018  | 15 1947  | 16 2019  | 31 2004  |
| Précipitations (mm)                   | 315,2    | 261,4    | 241,8    | 201,7    | 199,4    | 137,4   | 193,8   | 353,3   | 483,4   | 479,6    | 344,2    | 354,1    | 3 565,3  |
| dont neige (cm)                       | 81       | 69,9     | 77       | 18,8     | 1        | 0       | 0       | 0       | 0,3     | 13       | 55,1     | 77,2     | 393,3    |
| Nombre de jours avec précipitations   | 20,8     | 18,3     | 18,3     | 18,6     | 16,6     | 16,7    | 18,8    | 19,3    | 21,8    | 22,9     | 21,9     | 23       | 237      |
| Humidité relative (%)                 | 82,8     | 83,1     | 81,2     | 81,4     | 82,5     | 84,5    | 87,7    | 88,5    | 89      | 87,6     | 84,8     | 84,1     | 84,8     |
| Nombre de jours avec neige            | 11,5     | 10,7     | 11,9     | 4,5      | 0,3      | 0       | 0       | 0       | 0,1     | 1,4      | 8,7      | 13,7     | 62,8     |

| Diagramme climatique                                  |              |              |              |              |              |              |              |              |             |              |              |
| J                                                     | F            | M            | A            | M            | J            | J            | A            | S            | O           | N            | D            |
| 1,6−5,3315,2                                          | 3,2−4,7261,4 | 4,4−4,6241,8 | 8,3−0,9201,7 | 12,13,1199,4 | 14,97,2137,4 | 16,49,6193,8 | 16,68,6353,3 | 13,85,5483,4 | 9,41,6479,6 | 4,5−2,6344,2 | 2,4−3,8354,1 |
| Moyennes : • Temp. maxi et mini °C • Précipitation mm |              |              |              |              |              |              |              |              |             |              |              |